# جاستن فلمنج
جاستن فلمنج (بالإنجليزية: Justin Fleming)‏ هو كاتب أسترالي، ولد في 3 يناير 1953 في سيدني في أستراليا.